# Fujitsu Siemens Computers
Fujitsu Siemens Computers (FSC) – była japońsko-niemiecka spółka joint venture z branży IT. W spółce 50% udziałów posiadał Fujitsu Limited z Japonii i pozostałe 50% Siemens AG z Niemiec.
Spółka została założona 1 października 1999 roku, natomiast z początkiem kwietnia 2009 roku została przejęta w całości przez Fujitsu i zmieniono nazwę na Fujitsu Technology Solutions.
Spółka sprzedawała produkty informatyczne klientom indywidualnym i biznesowym z Europy, Bliskiego Wschodu i Afryki (natomiast pod marką Fujitsu produkty sprzedawane były gdzie indziej). Fujitsu Siemens Computers wytwarzała szeroki asortyment produktów, zaczynając od komputerów klasy mainframe i serwerów Unix do notebooków, komputerów PC, palmtopów i urządzeń peryferyjnych jak monitory, klawiatury i myszki.

## Produkt

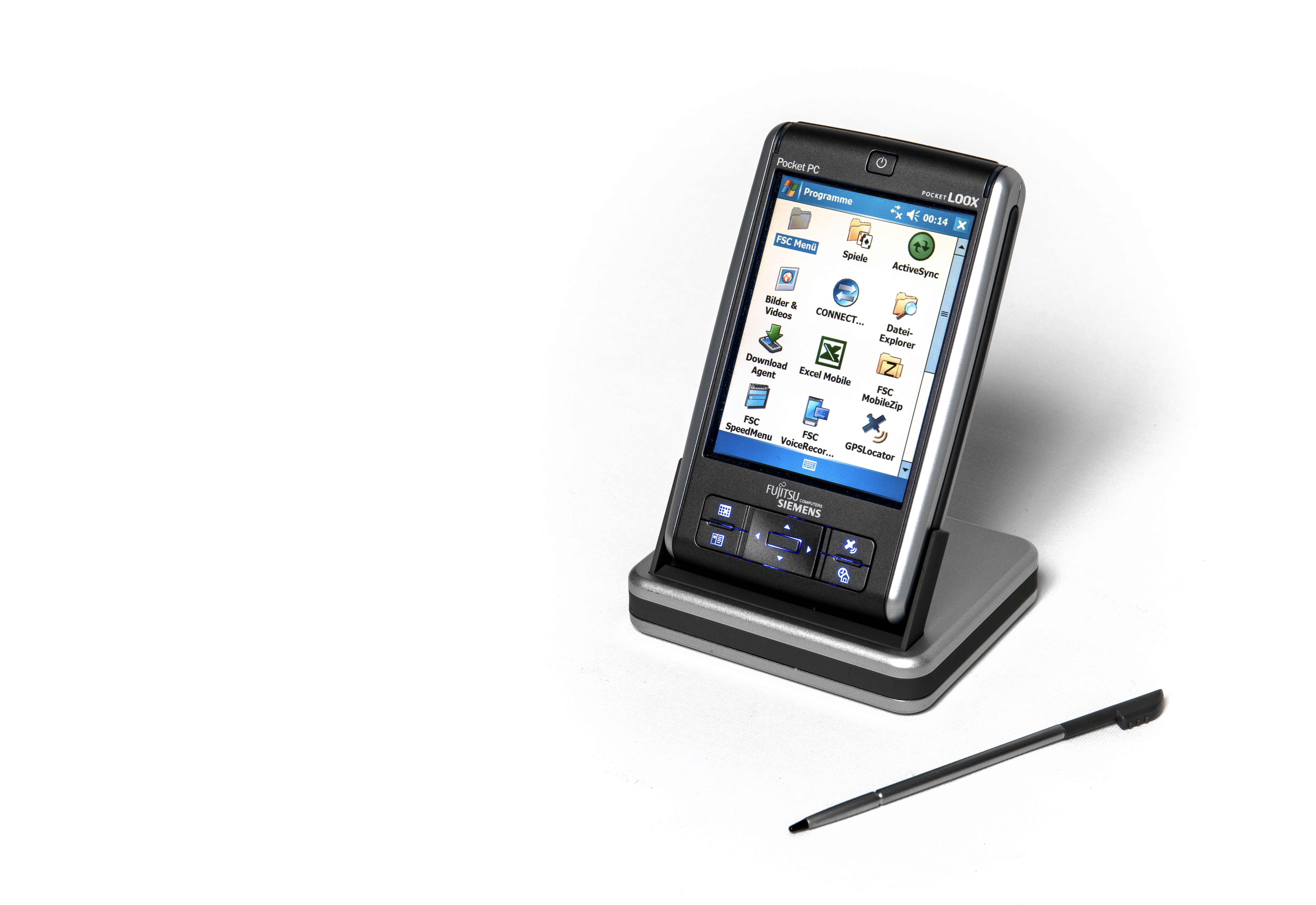
Pocket LOOX

Niektóre marki sprzedawanych produktów:
- Notebooki
  - Amilo
  - Amilo Pro
  - Esprimo Mobile
  - LIFEBOOK
  - CELSIUS Mobile

- Komputery stacjonarne
  - SCALEO
  - SCENIC
  - ESPRIMO
  - CELSIUS
- Tablet PC
  - STYLISTIC
- PDA
  - Pocket LOOX